# Zamenis hohenackeri
Zamenis hohenackeri is een slang uit de familie toornslangachtigen en de onderfamilie Colubrinae.

## Naam en indeling
De wetenschappelijke naam van de soort werd voor het eerst voorgesteld door Alexander Strauch in 1873. Oorspronkelijk werd de wetenschappelijke naam Coluber hohenackeri gebruikt. De soort behoorde eerder tot de geslachten Coluber en Elaphe.
De wetenschappelijke soortaanduiding hohenackeri is een eerbetoon aan Rudolph Friedrich Hohenacker (1798–1874)

### Ondersoorten
De soort wordt verdeeld in drie ondersoorten die onderstaand zijn weergegeven, met de auteur en het verspreidingsgebied. De ondersoort Zamenis hohenackeri lyciensis is pas in 2018 voor het eerst beschreven.
| Naam                          | Auteur                                                       | Verspreidingsgebied                  |
| ----------------------------- | ------------------------------------------------------------ | ------------------------------------ |
| Zamenis hohenackeri           | Strauch, 1873                                                | De rest van het verspreidingsgebied. |
| Zamenis hohenackeri lyciensis | Hofmann, Mebert, Schulz, Helfenberger, Göçmen, & Böhme, 2018 | Turkije                              |
| Zamenis hohenackeri tauricus  | Werner, 1898                                                 | Syrië                                |

## Uiterlijke kenmerken
Zamenis hohenackeri wordt ongeveer 75 centimeter lang en is een van de kleinste Europese gladde slangen. De lichaamskleur is lichtbruin met donkere vlekken.
De kleur is meestal bruin tot grijs met een lichtere dunne streep van nek tot staart en aan weerszijden daarvan twee parallel lopende vlekkenrijen. Deze zijn meestal vrij groot, op de flanken zitten vaak enkele kleinere en vagere vlekken waardoor de slang een luipaardtekening heeft. Op de kop zitten meestal twee lange oogvlekken evenals een dubbele vlek in de nek, die overigens wel meer soorten hebben.

## Levenswijze
Zamenis hohenackeri is een klimmende soort die ook wel op de grond wordt aangetroffen op zoek naar prooien. De slang kan zelfs in zee zwemmen om vissen buit te maken. Andere prooidieren bestaan uit zoogdieren, hagedissen, kleinere slangen, vogels en kikkers. De vrouwtjes zetten aan het einde van de zomer vijf tot zestien eieren af op de bodem.

## Verspreiding en habitat
Zamenis hohenackeri komt voor in delen van Europa en het Midden-Oosten en leeft in de landen Israël, Libanon, Turkije, Armenië, Syrië, Rusland, Azerbeidzjan, Georgië, Rusland, Iran en Irak. De habitat bestaat uit bossen en scrublands. Ook in door de mens aangepaste streken zoals landelijke tuinen en plantages kan de slang worden gevonden. De soort is aangetroffen op een hoogte van ongeveer 100 tot 3000 meter boven zeeniveau. Het is een typische bergbewoner die gevonden wordt in vochtigere en bergachtige gebieden zoals bosranden en open plekken op berghellingen.

## Beschermingsstatus
Door de internationale natuurbeschermingsorganisatie IUCN is de beschermingsstatus 'veilig' toegewezen (Least Concern of LC).